# Klepci

Klepci su naseljeno mjesto u gradu Čapljini, Federacija BiH, BiH.

## Stanovništvo

### 1991.
Nacionalni sastav stanovništva 1991. godine, bio je sljedeći:
ukupno: 417
- Srbi - 383
- Hrvati - 14
- Jugoslaveni - 13
- ostali, neopredijeljeni i nepoznato - 7

### 2013.
Nacionalni sastav stanovništva 2013. godine, bio je sljedeći:
ukupno: 163
- Hrvati - 114
- Srbi - 48
- ostali, neopredijeljeni i nepoznato - 1

## Znamenitosti
- Most u Klepcima, pješački je most preko Bregave, nacionalni spomenik BiH. Sagradio ga je 1517. hercegovački sandžak-beg Mustafa-beg (Mustaj-beg), a nekih 150 godina kasnije most je obnovljen po nalogu počiteljskog paše Šišman Ibrahima. S obzirom na to da su na ovom mjestu otkrivene ceste iz ranijeg razdoblja, moguće je na je mjestu današnjega mosta postojao rimski most.[3]
- Crkva Imena Marijina sagrađena krajem Hercegovačkog ustanka čime je prvobitna župa Gabela (nastala odcjepljenjem 1874. od župe Dubrave), poslije Doljani i Čeljevo (ovisno o preseljenju njena sjedišta) preimenovana u župu Klepci. Na temeljima te crkve tadašnji župnik don Ilija Tomas sagradio je 1938. novu crkvu koja je zapaljena i devastirana 1942. a župnik ubijen. Jugoslavenska je vlast u potpunosti  srušila 1966.[4] Iznad njenih ostataka izgrađena je nova crkva, također posvećena Imenu Marijinu.[5]